# Ditranol
Ditranol ou antralina é uma hidroxiantrona, derivada do antraceno, e um medicamento utilizado na pele de pessoas com psoríase. Está disponível na forma de creme, óleo ou pasta em concentrações que variam de 0.1% a 2%, tendo nomes comerciais diversos (ditrocreme, micanol, psorlin).

## Farmacologia
O ditranol é absorvido e acumulado nas mitocôndrias onde interfere com o fornecimento de energia à célula, provavelmente libertando radicais livres durante a oxidação. Isto impede a replicação de ADN e por isso retarda a excessiva divisão celular que ocorre em placas psoríticas. Além disto, o ditranol pode agir ao nível da redução dos elevados níveis de cGMP que ocorrem na psoríase.
O ditranol penetra mais em pele não sã em 30 minutos do que em pele intacta durante 16 horas. Devido a isto, preparações de 0.1% - 0.5% são aplicadas pelo período da noite, mas preparações mais fortes de 1%-2% são aplicadas durante o dia durante um máximo de 30 minutos.

## Considerações clínicas
O ditranol demora mais tempo a controlar a psoríase, na ordem de semanas, comparado a esteróides glucocorticóides, mas não tem o potencial de exacerbação de sintomas associados a abstinência de uso de corticosteróides (rebound). Não deve ser usado na face ou genitália.

## Efeitos secundários
Tinge temporariamente a pele de tom castanho amarelado e as manchas nas roupas que parecem ser irreversíveis podem ser retiradas com 'vanish tira manchas' e uma leve esfregada com sabão de coco caso as roupas sejam coloridas. No caso de roupas brancas acrescente 'vanish alvejante sem cloro' e deixe de molho por algumas horas. Pode causar uma sensação de ardor ou irritação local. Estes efeitos podem ser minimizados se se usar concentrações mais fracas, progredindo gradualmente para outras mais fortes, ou, alternativamente, deixar o produto actuar por menos tempo em cada sessão de tratamento. A zona à volta da área a ser tratada pode ser protegida com parafina branca mole, e as áreas tratadas podem ser cobertas de gaze.